# Madatyphlops arenarius
Madatyphlops arenarius — вид змій родини сліпунів (Typhlopidae). Ендемік Мадагаскару.

## Поширення і екологія
Madatyphlops arenarius відомі з кількох місцевостей, розташованих на заході і півдні острова Мадагаскар. Вони живуть в сухих тропічних лісах, у деградованих заростях та серед піщаних дюн, на висоті до 400 м над рівнем моря.